# Judge (gruppo musicale)
I Judge sono stati un gruppo hardcore punk statunitense, formato a New York nel 1987 dal chitarrista degli Youth of Today, John "Porcell" Porcelly e l'ex-batterista di Death Before Dishonor e Youth of Today, Mike "Judge" Ferraro. Sono considerati uno dei maggiori gruppi straight edge e della scena hardcore newyorkese, soprattutto per aver rivitalizzato lo stile metalcore assieme ai Killing Time.
Il gruppo è stato fortemente criticato a causa dei suoi testi fortemente straight edge, particolarmente dalle fanzine come Maximumrocknroll di San Francisco. La musica è caratterizzata da forti influenze heavy metal nei riff, rifacendosi a gruppi come Agnostic Front e Dirty Rotten Imbeciles.

## Storia del gruppo
Nel 1988 pubblicarono il loro primo EP, New York Crew, con l'etichetta di Porcell, la Schism Records fondata assieme al chitarrista Alex Brown, già nei Side By Side e nei Gorilla Biscuits. L'album conteneva 5 tracce, tra le quali la reinterpretazione di Warriors del gruppo Oi! Blitz. Nella registrazione Porcelly e Ferraro costituiscono un duo, con il primo al basso e alla chitarra e il secondo alla voce e alla batteria. La formazione verrà poi completata con l'aggiunta del bassista Jimmy Yu, precedentemente con Ferraro nei Death Before Dishonor, successivamente chiamati Supertouch, ed il batterista "Lukey" Luke Abbey, ex-Warzone e Gorilla Biscuits.
Con la nuova formazione con Sammy Siegler (ex-Side By Side, Youth of Today e Project X) alla batteria e Matt Pincus al basso, i Judge, dopo aver firmato per la Revelation Records, entrarono al Chung King Studio per registrare il loro Bringin' It Down. In quei giorni però le sale migliori erano occupate delle tre band hip hop Run-DMC, Beastie Boys e LL Cool J. Questo fattore, unito ad un tecnico del suono non particolarmente legato a sonorità hardcore punk e per di più cocainomane ed alle inevitabili frizioni che scaturirono con una band straight edge intransigentemente salutista, produsse un album giudicato inadeguato dai Judge. L'etichetta volle comunque pubblicarlo con il titolo di Chung King Can Suck It in una edizione limitata a 100 copie per coprire quantomeno i pre-acquisti, producendo così un album estremamente raro che nel 2015 diverrà il disco hardcore punk venduto alla cifra più alta su Discogs con una quotazione di 6048 dollari.
Nello stesso anno i Judge registrano nuovamente ai Normandy Sound di Rhode Island, dove avevano registrato anche i Cro-Mags per il loro The Age of Quarrel. Bringin' It Down viene pubblicato nel 1989, e i quattro continuano i concerti fino al 1991, pubblicando prima di sciogliersi anche un altro EP, There Will Be Quiet.

## Formazione

### Prima dello scioglimento
- John Porcelly - chitarra, precedentemente anche basso
- Mike Ferraro - voce, precedentemente anche batteria
- Sammy Siegler - batteria
- Matt Pincus - basso

### Ex componenti
- Luke Abbey - batteria
- Jimmy Yu - basso
- Lars Weiss
- Ryan Hoffman

## Discografia

### Album in studio
- 1989 - Chung King Can Suck It (Revelation Records)
- 1989 - Bringin' It Down (Revelation Records)

### Raccolte
- 2005 - What It Meant: The Complete Discography (Revelation Records)

### EP
- 1989 - New York Crew (Revelation Records)
- 1990 - There Will Be Quiet... (Revelation Records)

### Bootleg
- 1992 - Revelation Can Suck It (10", Revoltation Records)
- 1992 - No Apologies: The Chung King Sessions (LP, Lost & Found Records)
- Vivo En WNYU